# マイカル九州
株式会社マイカル九州（マイカルきゅうしゅう、英文表記：MYCAL KYUSHU CORPORATION）は、かつて九州（福岡県の一部店舗・沖縄県は除く）に総合小売店舗「生活百貨店サティ」を展開していたイオングループの企業。
福岡県福岡市博多区に本社を置いていた。2007年8月21日にイオン九州株式会社に吸収合併された。
以下では、合併直前までについて説明する。
なお、当社解散後の2008年8月31日に閉店した福岡県内の「門司サティ」は株式会社マイカル（現：イオンリテール）により運営されていた。福岡県内のビブレ店舗である「天神ビブレ」（福岡市中央区）、「ビブレジーン福岡」（糟屋郡粕屋町・イオンモール福岡内・旧福岡東ビブレ）、「ビブレジーン筑紫野」（筑紫野市・イオンモール筑紫野内・旧筑紫野ビブレ）も同様であった（天神ビブレのみ2016年3月より株式会社OPAによる運営に移管された。現存店舗はビブレジーン福岡のみ）。

## 沿革
- 1970年（昭和45年）1月 - ニチイ、寿屋（熊本市）、東美（長崎市）の出資により株式会社九州ニチイ（旧）が発足[1]（それ以前より九州内において営業していたニチイチェーンは主に「ニューニチイ」所属であった）。
- 1971年（昭和46年）6月 - 出店計画などを巡ってニチイ側と寿屋側が意見対立。
- 1973年（昭和48年）8月 - 寿屋などが資本離脱。九州ニチイ（旧）としての出店は行われず。
- 1983年（昭和58年） - ニチイ衣屋水俣店が閉店。
- 1984年（昭和59年）3月 - 株式会社九州ニチイ（新）に商号変更。
- 1986年（昭和61年）3月 - 株式会社ニチイ 九州事業部と企業統合。
- 1996年（平成8年）7月 - 株式会社マイカル九州に商号変更。
- 1998年（平成10年） - ニチイ天草本渡店が閉店。
- 2000年（平成12年） - 株式会社マイカル南九州と合併。
- 2001年（平成13年）9月 - 経営破綻。
- 2002年（平成14年）
  - 5月8日 - を開始（東京地方裁判所）[2]
  - 6月 - 会社更生手続開始決定（福岡地方裁判所）。
  - 11月 - イオン株式会社による支援が決定。
- 2003年（平成15年）9月 - 更生計画案認可決定。
- 2004年（平成16年）7月2日 - イオン商品券とマイカル商品券の相互利用を開始[3]。
- 2005年（平成17年）2月 - 会社更生手続終結。
- 2006年（平成18年）
  - 1月31日 - 八代サティ閉店。
  - 4月 - ポケットカード（三洋信販 / 旧マイカルカード）と提携解消。
  - 6月1日 - イオン九州およびマックスバリュ九州と買物袋スタンプカードの共通利用開始。
- 2007年（平成19年）
  - 3月8日 - 会社更生後初の出店として、福岡市早良区に原サティが開業（九州地区のサティとしては最後の新規出店）。
  - 8月21日 - イオン九州に吸収合併（当社株1株に対しイオン九州株160株を割り当て）され解散。
    - 統合に伴い、サティの建物外壁にあった「MYCAL」ロゴは撤去され、「ÆON」ロゴが設置された（原サティは当初からÆONロゴのみ）。

## 会社更生手続き
2001年9月14日、マイカルとともに民事再生手続きを開始し、経営破綻が明らかになった。その後、会社更生法による更生に切替が行われた。スポンサーには広島市に本社を置き九州でもGMS「ゆめタウン」を数多く展開するイズミも名乗りを上げたが、結局はイオンがスポンサーとなり、イオンの支援の下で再建を続け、マイカルより一足早く2005年2月4日に更生手続きが終了した。2007年春には、更生手続き終了後初の新設店舗として、サティ「本家」のマイカルから独立しながらも福岡市早良区にサティ1店舗が開業した。

## 店舗
全9店舗（合併前店舗）
- 福岡県 - 5店舗

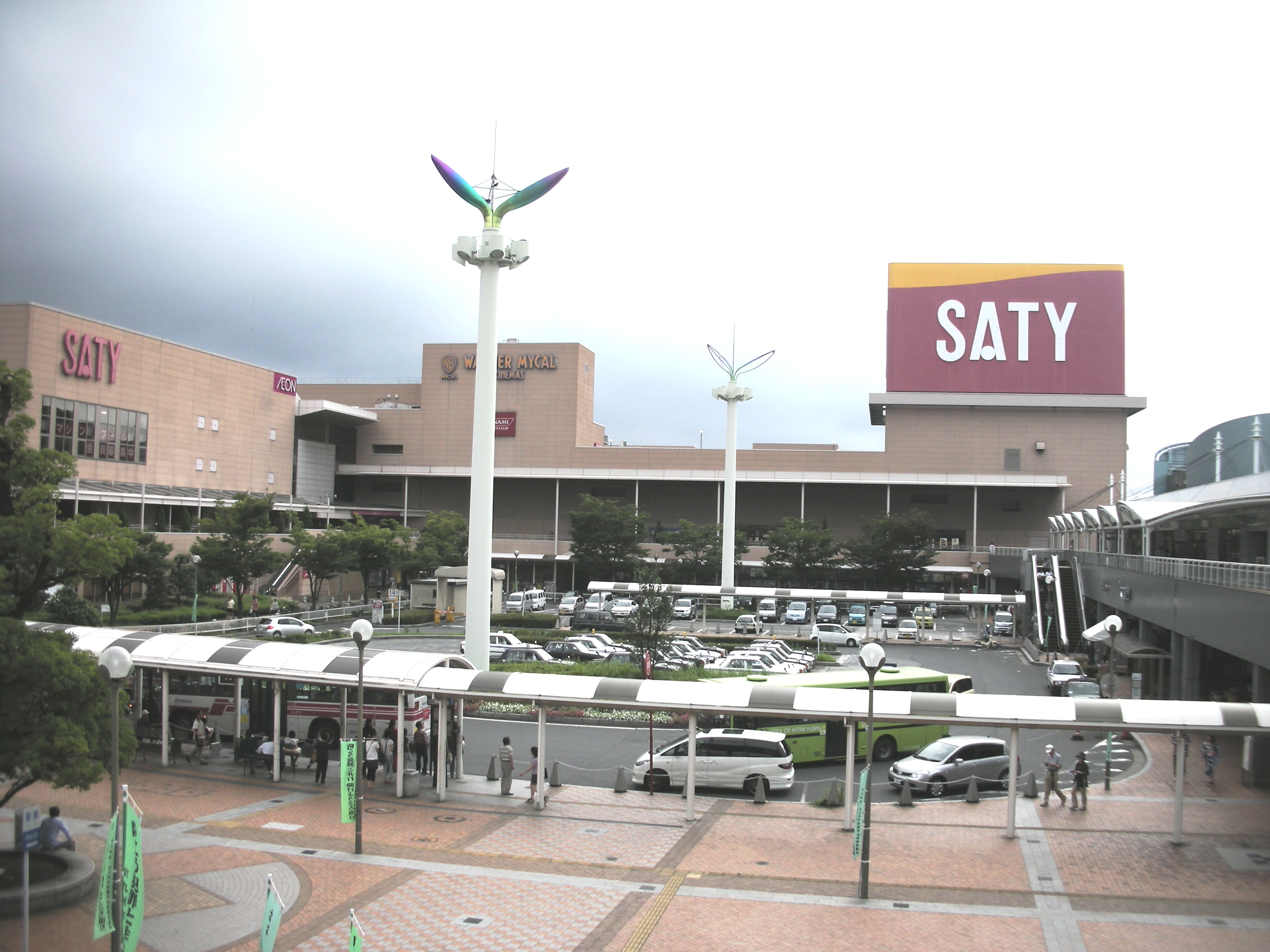
戸畑サティ（当時）

  - 大野城サティ（→イオン大野城店）:ニチイ大野城店（1977年開業）を1998年リニューアル。
  - 福岡東サティ（→イオン福岡東店）:糟屋郡粕屋町のニチイ粕屋店（1978年開業）隣接地（志免町）に2000年開業（ニチイ店舗部分はサティ駐車場となった）。
  - 原サティ（→イオン原店）:ダイエー原店（1976年開業）跡地に2007年開業。※2019年1月31日閉店。
  - 戸畑サティ（→イオン戸畑店）:1999年開業 日本リテールファンド投資法人所有。
  - 徳力サティ（→イオン徳力店）:1979年開業（旧ニチイ徳力店）。※2017年8月31日閉店。
- 佐賀県 - 1店舗
  - 上峰サティ（→イオン上峰店）:1995年開業。※2019年2月28日閉店[4]。
- 大分県 - 1店舗
  - 大分サティ:1973年開業（旧ニチイ大分ショッピングデパート）※2009年3月20日閉店
- 鹿児島県 - 2店舗
  - 隼人国分サティ（→イオン隼人国分店）:1994年開業。
  - 姶良サティ（→イオン姶良店）:1988年開業（旧サンシティリブレ）※2016年3月10日新店舗に移転。

2011年3月1日時点で現存していた店舗は、同日付で「イオン」にブランドが変更されている（戸畑サティのみ先行して2010年4月23日にイオンに店名変更）。

## その他

### マイカルカードとサティカード
ポケットカード（旧マイカルカード）が発行していた「マイカルカード」は、全国のサティとビブレにて特定日の割引特典が受けられたが、マイカル九州とは2006年4月30日、マイカルとは2005年12月31日を以て提携を解消した。
マイカル九州の再建にイオンの支援を受けたこともあり、イオンクレジットサービスが「サティカード」を発行するようになり、毎月15日・25日を「サティカード感謝デー」とした。以来、このカードではマイカルのサティ・ビブレでの特典を受けられなくなると共にマイカルの「サティ・ビブレカード」で当社の特典を受けられなくなったが、イオン九州との合併が近づいた2007年5月に、特典適用日が毎月20日・30日の「お客さま感謝デー」に変更されると共にサティカード自体が「イオンカード」に統合され、先にイオンカードに統合されていたマイカルの「サティ・ビブレカード」やイオンマルシェの「イオンカルフールカード」（いずれもイオンクレジットサービスが発行）も当社の特典が受けられると共に「サティカード」でジャスコ、マックスバリュ、メガマート、イオンスーパーセンター、ミニストップ、カルフール、マイカルのサティ・ビブレなどの特典が受けられるようになった。現在、新規募集は「サティカード」から「イオンカード」の募集に切り替えている。また、既存の会員の有効期限到来時には「イオンカード」が切替発行される。